# Hotline (Film)
Hotline ist ein Dokumentarfilm von Silvina Landsmann aus dem Jahre 2015. Der Film wurde auf der 65. Berlinale in der Sektion Forum am 7. Februar 2015 erstmals aufgeführt.

## Handlung
Erzählt wird der Alltag der israelischen nichtstaatlichen Hilfsorganisation The Hotline for Refugees and Migrants, die ihren Sitz in Tel Aviv hat. Die Kamera folgt einem Anwalt der Organisation, Asaf Weitzen, bei Behördengängen, dokumentiert die Tätigkeit der Beraterinnen der Organisation in ihrem Büro, wo sie sich u. a. um die Rechte von Menschen ohne Papiere kümmern, und begleitet Sigal Rozen, Leiterin der Public Policy Abteilung, bei einer Informationsveranstaltung vor der aufgebrachten Öffentlichkeit in Süd-Tel Aviv sowie beim parlamentarischen Prozess in der Knesset.

## Hintergrund
Hauptsächlich geht es um das Schicksal illegal eingereister Einwanderer – häufig Flüchtlinge – aus Afrika, insbesondere aus Eritrea, Sudan, Äthiopien, Elfenbeinküste und Nigeria. Diese von den israelischen Medien und Regierungsorganisationen als "Infiltratoren" bezeichnete Gruppe fällt unter das sogenannte Anti-Infiltrationsgesetz, welches ursprünglich im Jahr 1954 ins Leben gerufen, 2012 überarbeitet und am 22. September 2014 vom Obersten Gericht widerrufen wurde, weil es die Menschenrechte der Einwanderer verletzt.